# Pardosa algens
Pardosa algens là một loài nhện trong họ Lycosidae.
Loài này thuộc chi Pardosa. Pardosa algens được Wladislaus Kulczynski miêu tả năm 1908.